# Vignale Monferrato
Vignale Monferrato je italská obec v provincii Alessandria v oblasti Piemont.
K 31. prosinci 2011 zde žilo 1 073 obyvatel.

## Sousední obce
Altavilla Monferrato, Camagna Monferrato, Casorzo, Cuccaro Monferrato, Frassinello Monferrato, Fubine, Olivola